# SERT-1
SERT-1 (Space Electric Propulsion Test)— космический аппарат NASA, созданный для испытания первого электрического ионного двигателя. Зонд совершил суборбитальный полёт 20 июля 1964 года. Аппарат был запущен с помощью ракеты-носителя «Скаут» с космодрома Уоллопс.

## История
Аппарат был создан в исследовательском центре NASA им. Льюиса (ныне имени Дж. Гленна). Для первого испытания ионных двигателей были разработаны два их варианта — ртутный ионный двигатель разработки Гарольда Кауфмана и цезиевый контактный ионный двигатель. Созданием последнего занимался подрядчик — фирма «Хьюз Аэркрафт».
После запуска аппарат проработал в общей сложности 31 минуту 16 секунд. Из двух разных типов ионных двигателей испытание удалось провести только у одного — двигателя Кауфмана. Включение и выключение двигателя проводилось около 300 раз. Второй тип двигателей запустить не удалось из-за отказа системы, вызванной, вероятно, коротким замыканием.
Второе испытание двигателей Кауфмана произвели на аппарате SERT-II 3 февраля 1970 года уже в орбитальном полёте, а следующее и первое успешное испытание цезиевого произошло 3 апреля 1965 года на спутнике SNAP-10A.

## Конструкция
Цезиевый контактно-ионный двигатель имел диаметр 8 см, расчетную тягу 5,6 мН и удельный импульс 8050 с. Поток цезия контролировался бойлером и пористым вольфрамовым электродом.
Ртутный двигатель Кауфмана весил 5,3 кг и имел расчетные мощность 1,4 кВт, тягу 28 мН и удельный импульс около 4900 с. В качестве катода использовалась нагретая танталовая проволока, а поток ионов контролировался с помощью пробки из пористой нержавеющей стали. Реальная тяга определялась по показаниям акселерометра и изменению положения аппарата, фиксировавшемся с помощью солнечных датчиков. Отклонение от расчетных показателей было небольшим, в пределах 5 %.